# 高橋豊 (翻訳家)
高橋 豊（たかはし ゆたか、1924年5月24日 - 1995年11月27日）は、日本の翻訳家。本名：高橋 豊治（たかはし とよじ）。

## 生涯
岩手県胆沢郡金ヶ崎村（現・金ケ崎町）出身。東京大学教育学部卒、出版社勤務を転々とする。1949年に鱒書房に入社し、『夫婦生活』の編集に当たったが、セックス特集で無関係の人々の写真を掲載する問題を起こして解雇された。旧知の田村隆一の紹介で編集者の内田庶と知り合い、大久保康雄の下で修業しながら翻訳を始める（宮田『戦後翻訳風雲録』）。
1952年から翻訳を専業とする。アガサ・クリスティー、エドガー・ライス・バローズ、E・S・ガードナー、ウィリアム・アイリッシュなど、推理小説を中心に翻訳。
1956年の「週刊新潮」創刊時は小噺欄を担当した。1960年頃は、地元三浦半島の緑を守る住民運動に打込んだ。

## 翻訳
- 『空飛ぶ円盤実見記』（デスモンド・レスリー,ジョージ・アダムスキー、高文社、ベストセラーズ双書） 1954
- 『十代の性典 アメリカ版』（H・エルソン、高文社） 1954
- 『カックー線事件』（アンドリュー・ガーヴ、早川書房） 1954、のち早川文庫 1980
- 『モア・オーバー・セクスティーン』（エルガート編、高文社、大人の漫画読本1） 1955
- 『オーバー・セクスティーン』（J・M・エルガート編、高文社、大人の漫画読本2） 1955
- 『Further More Over Sexteen』（J・M・エルガート編、高文社、大人の漫画読本4） 1955
- 『黄金の蜘蛛』（レックス・スタウト、早川書房） 1955
- 『暗い鏡の中に』（ヘレン・マクロイ、早川書房） 1955、のち文庫
- 『象牙色の嘲笑』（ジョン・R・マクドナルド、早川書房） 1955、のち文庫
- 『第二の太陽へ』（レッサー、銀河書房） 1956
- 『ハネムーン・ガイド』（H・メイヤーズ、高文社、大人の漫画読本5） 1956
- 『トレント最後の事件』（E・C・ベントリー、早川書房） 1956、のち文庫
- 『黄金の腕』（ネルソン・アルグレン、早川書房） 1956、のち文庫
- 『明日よ,さらば』（ミッキー・スピレイン、早川書房、世界探偵小説全集） 1957
- 『リスケ』（高文社、大人の漫画読本12） 1957
- 『セックスティーン』（高文社、大人の漫画読本17） 1957
- 『ハイティーンの性態』（H・エルスン、高文社） 1958
- 『紅毛はだか随筆』（ポール・レップス、早川書房） 1958
- 『セックスティーン 1959』（高文社、大人の漫画読本20） 1959
- 『渦まく谺』（リチャード・マティスン、早川書房） 1959
- 『第2の地球へ』（レッサー、講談社、少年少女世界科学名作全集） 1961
- 『わたしの愛した悪女』（パトリック・クエンティン、早川書房） 1962
- 『ベン・ケーシー 力強き手』（S・エルキン、学習研究社） 1963
- 『張込みはつづく』（モーリス・プロクター、早川書房） 1963
- 『スパイの秘密 / 学園の名探偵』（モーム / ジェイムズ・ヒルトン、あかね書房） 1964
- 『死と陽気な女』（エリス・ピーターズ、早川書房、世界ミステリシリーズ） 1964
- 『死の周辺』（ヒラリイ・ウォー、早川書房、世界ミステリシリーズ） 1966
- 『宇宙のかけら』（ロバート・シェクリイ、早川書房） 1967
- 『中国の密使』（ジェイムズ・イーストウッド、集英社） 1967
- 『動乱2100』（ロバート・A・ハインライン、早川書房） 1969
- 『雨の国の王者』（ニコラス・フリーリング、早川書房、世界ミステリシリーズ） 1969
- 『奇妙な触合い』（シオドア・スタージョン、早川書房） 1969
- 『組織に活を入れろ』（R・タウンゼンド、ダイヤモンド社） 1970
- 『ある決断 ビジネス・アドベンチャーに賭けた人々』（J・ブルックス、ダイヤモンド社） 1970
- 『マネー・メーカーズ』（ケネス・ラモット、産業能率短期大学出版部） 1970
- 『ホテル』（アーサー・ヘイリー、講談社） 1970、のち新潮文庫
- 『巡礼のキャラバン隊』（アリステア・マクリーン、早川書房） 1971、のち早川文庫 1977
- 『悪魔の見張り』（ジェフリイ・コンヴィッツ、早川書房） 1975、のち早川文庫 1988
- 『ブルー・ハンマー』（ロス・マクドナルド、早川書房） 1978、のち文庫
- 『鏡の中の他人』（シドニイ・シェルドン、早川書房） 1979
- 『列車の死』（F・W・クロフツ、早川文庫） 1980
- 『ダガーマン』（リチャード・H・フランシス、早川書房） 1982
- 『死者のノック』（ジョン・ディクスン・カー、早川文庫） 1982
- 『そして死の鐘が鳴る』（キャサリン・エアード、早川文庫） 1982
- 『死体は沈黙しない』（キャサリン・エアード、早川文庫） 1983
- 『聖女が死んだ』（キャサリン・エアード、早川文庫） 1983
- 『宇宙の小石』（アイザック・アシモフ、早川文庫） 1984
- 『地獄からの銃弾』（ロバート・ウェストブルック、早川文庫） 1987
- 『白昼の抗争』（ダニエル・ウッドレル、早川文庫） 1988
- 『死の長い鎖』（サラ・ウルフ、ハヤカワ文庫） 1989
- 『楽園の不運な紳士たち』（ロバート・アプトン、ハヤカワ文庫） 1989
- 『シャーロック・ホームズの新冒険』（M・H・グリーンバーグ,C・R・ウォー、山本俊子共訳、早川文庫） 1989
- 『ルースを探して』（アンナ・クラーク、ミステリアス・プレス文庫） 1990
- 『片目の説教師』（テッド・サクリー・ジュニア、ハヤカワ文庫） 1994

### カーター・ブラウン
- 『しなやかに歩く魔女』（カーター・ブラウン、早川書房） 1962
- 『欲情のブルース』（カーター・ブラウン、早川書房） 1963
- 『この女百万ドル』（カーター・ブラウン、早川書房） 1963
- 『突然、暴力で』（カーター・ブラウン、早川書房） 1963
- 『恐怖が這いよる』（カーター・ブラウン、早川書房） 1964

### コーネル・ウールリッチ / ウィリアム・アイリッシュ
- 『喪服のランデヴー』（コーネル・ウールリッチ、早川書房） 1957
- 『恐怖』（ウールリッチ、早川書房） 1957、のち文庫
- 『暗闇へのワルツ』（ウィリアム・アイリッシュ、早川書房） 1958、のち文庫
- 『死はわが踊り手』（ウールリッチ、早川書房、世界ミステリシリーズ） 1959
- 『恐怖の冥路』（ウールリッチ、早川書房） 1959、のち文庫
- 『死刑執行人のセレナーデ』（アイリッシュ、早川書房、世界探偵小説全集） 1959
- 『野性の花嫁』（ウールリッチ、早川書房、世界ミステリシリーズ） 1961
- 『悪夢』（ウールリッチ、早川書房） 1963
- 『今夜の私は危険よ ウールリッチ幻想小説集』（ウールリッチ、早川書房） 1983

### 「ターザン」シリーズ
- 『ターザンの復讐』（エドガー・ライス・バロウズ、早川書房） 1971
- 『類猿人ターザン』（バロウズ、早川文庫） 1971
- 『野獣王ターザン』（バロウズ、早川文庫） 1972
- 『ターザンの凱歌』（バロウズ、早川文庫） 1972
- 『ターザンとアトランティスの秘密』（バロウズ、早川文庫） 1972
- 『ターザンと黄金の獅子』（バロウズ、早川文庫） 1973
- 『ターザンと蟻人間』（バロウズ、早川文庫） 1973
- 『ターザンの密林物語』（バロウズ、早川文庫） 1974
- 『無敵王ターザン』（バロウズ、早川文庫） 1974
- 『ターザンと失われた帝国』（バロウズ、早川文庫） 1974
- 『ターザンの双生児』（バロウズ、早川文庫） 1976

### E・S・ガードナー
- 『なげやりな人魚』（E・S・ガードナー、早川書房） 1956、のち改題文庫化『あわてた人魚』
- 『孤独な女相続人』（E・S・ガードナー、早川書房） 1957、のち文庫
- 『運のいい敗北者』（E・S・ガードナー、早川文庫） 1985
- 『餌のついた釣針』（E・S・ガードナー、早川文庫） 1986
- 『ブロンドの鉱脈』（E・S・ガードナー、早川文庫） 1986
- 『光る指先』（E・S・ガードナー、早川文庫） 1986
- 『危険な未亡人』（E・S・ガードナー、早川文庫） 1990

### アガサ・クリスティー
- 『ヒッコリー・ロードの殺人』（アガサ・クリスティー、早川書房） 1956、のち文庫
- 『書斎の死体』（クリスティー、早川書房） 1956、のち文庫
- 『メソポタミヤの殺人』（クリスティー、早川書房） 1957、のち文庫
- 『殺人は容易だ』（クリスティー、早川書房） 1957、のち文庫
- 『死との約束 』（クリスティー、早川書房） 1957、のち文庫
- 『動く指』（クリスティー、早川書房） 1958、のち文庫
- 『チムニーズ館の秘密』（クリスティー、早川文庫） 1976
- 『死への旅』（クリスティー、早川文庫） 1977